# Lákka (ort i Grekland, Mellersta Makedonien)
Lákka är en ort i Grekland.   Den ligger i prefekturen Nomós Péllis och regionen Mellersta Makedonien, i den norra delen av landet, 300 km norr om huvudstaden Aten. Lákka ligger 110 meter över havet och antalet invånare är 430.
Terrängen runt Lákka är varierad. Runt Lákka är det ganska tätbefolkat, med 54 invånare per kvadratkilometer. Närmaste större samhälle är Giannitsá, 15,5 km sydost om Lákka. 